# Метков
Метков (укр. Метків) — село в Городокской сельской общине Ровненского района Ровненской области Украины.
Население по переписи 2001 года составляло 124 человека. Почтовый индекс — 35331. Телефонный код — 362. Код КОАТУУ — 5624683304.